# Totó-kupa
Az Totó-kupa (héberül: גביע הטוטו, Gvia HaToto) a második számú nemzeti labdarúgókupa Izraelben, amelyet először 1984-ben rendeztek meg. A kupa kiírásában az ország labdarúgó-bajnokságának első két osztályának, azaz a Ligat háAlnak és a Ligá Leúmítnak a csapatai vehetnek részt, míg 1999-től 2009-ig harmadosztályú csapatok is indulhattak. A legsikeresebb klub a Makkabi Tel-Aviv, amely 7 alkalommal hódította el a trófeát. 
Az ország harmadik helyre rangsorolt klubsorozataként a csapatok gyakran utánpótlás-játékosaikat, vagy a bajnokságban és a kupában kevesebb játéklehetőséget kapó labdarúgóit szerepeltetik a sorozatban, ezért az izraeli Sportfogadási Tanács díjazza a döntőbe eljutó csapatokat. A győztes nyereménye 1,25 millió sékel, a döntő veszteséé pedig 950 000 sékel.

## Története
A különböző formátumú országos kupasorozatokat az 1950-es évek óta különösebb rendszeri szabályozás nélkül rendezték Izraelben. 1958-ban, 1968-ban és 1973-ban az ország államalapításának 10., 20., és 25. évfordulójakor is rendeztek külön ünnepi sorozatot, de rendeztek Ligakupát és más kiírásokat is, amelyek nem bizonyultak hosszú életűnek. A két divízióban megrendezett 1975-1976-os Ligakupában például a Hapóél Hadera és a Makkabi Ramat Amidar csapatai diadalmaskodtak, de a kupát a következő évben már nem rendezték meg.
1982-ben az Izraeli labdarúgó-szövetség az 1982 februárjában elhunyt pénztárnoka, Jehuda Lilian emlékére kiírta a Lilia-kupát. Első alkalommal az azt megelőző bajnokság legjobb négy csapata vehetett részt a küzdelmekben, de a kiírása és a formátuma is változott az évek során a tornának, amely volt hogy bajnoki rendszerben, volt hogy kupasorozatként, kieséses párharcokat bonyolítva került megrendezésre. Az 1989-1990-es szezont követően szűnt meg a mai Totó-kupa elődjének tartott sorozat. A Totó-kupa hivatalosan nem számít a Lilian-kupa jogutód-sorozatának.
Az 1984-1985-ös idénytől az Izraeli labdarúgó-szövetség bevezette a Ligakupa-rendszert, amelynek első mérkőzését 1984. október 30-án játszották. A szintén a két legfelsőbb bajnoki osztály csapatainak kiírt és két divízióban megrendezett sorozat első döntőit 1985. május 7-én játszották és ennek győztesei a Makkabi Javne és a Hapóél Askelón lettek. Az 1986-1987-es szezont megelőzően a sorozatot átnevezték Totó-kupának és a Sportfogadási Tanács pénzdíjat írt ki a győztes, illetve a döntős csapat számára.
Az 1999-2000-es szezont követően létrehozták az Izraeli Premier League-át (Ligat háAl), ezzel párhuzamosan pedig átszervezték a Totó-kupa rendszerét is. Az első két divízióban 24 csapat versengett az első, illetve a másodosztályból és kiírtak egy sorozatot a harmadosztályú bajnokság együtteseinek is. Ez a lebonyolítási formula a 2008-2009-es szezont követően szűnt meg.
A 2013–2014-es szezonban a Totó-kupát nem rendezték meg az Izraeli labdarúgó-szövetség és a Sportfogadási Tanács közötti nézeteltérés miatt. A sorozat törlését 2013 októberében jelentették be hivatalosan, és az országban ez idő tájt folyó korrupciós vizsgálatok lezárását követően, egy év múlva rendezték meg újra.

## Győztesek
| Szezon    | Top divízió         | Második divízió            | Harmadik divízió   |
| --------- | ------------------- | -------------------------- | ------------------ |
| 1984–85   | Makkabi Javne       | Hapóél Askelón             | Nem rendezték meg  |
| 1985–86   | Hapóél Petah Tikva  | Hapóél Hadera              | Nem rendezték meg  |
| 1986–87   | Shimshon Tel-Aviv]  | Hapóél Haifa               | Nem rendezték meg  |
| 1987–88   | Shimshon Tel-Aviv]  | Hapóél Bat Jam             | Nem rendezték meg  |
| 1988–89   | Hapóél Beér-Seva    | Hapóél Hadera              | Nem rendezték meg  |
| 1989–90   | Hapóél Petah Tikva  | Makkabi Petah Tikva        | Nem rendezték meg  |
| 1990–91   | Hapóél Petah Tikva  | Makkabi Petah Tikva        | Nem rendezték meg  |
| 1991–92   | Bné Jehúdá          | Makkabi Jaffa              | Nem rendezték meg  |
| 1992–93   | Makkabi Tel-Aviv    | Makkabi Jaffa              | Nem rendezték meg  |
| 1993–94   | Makkabi Haifa       | Beitar Tel-Aviv            | Nem rendezték meg  |
| 1994–95   | Hapóél Petah Tikva  | Hapóél Bat Jam             | Nem rendezték meg  |
| 1995–96   | Hapóél Beér-Seva    | Makkabi Ramat Gan          | Nem rendezték meg  |
| 1996–97   | Bné Jehúdá          | Makkabi Ramat Gan          | Nem rendezték meg  |
| 1997–98   | Bétár Jerusálajim   | Makkabi Jaffa              | Nem rendezték meg  |
| 1998–99   | Makkabi Tel-Aviv    | Makkabi Ramat Gan          | Nem rendezték meg  |
| 1999–2000 | Makkabi Petah Tikva | Makkabi Petah Tikva        | Hapóél Ramat Gan   |
| 2000–01   | Hapóél Haifa        | Hapóél Haifa               | Makkabi Kafr Kanna |
| 2001–02   | Hapóél Tel-Aviv     | Hapóél Tel-Aviv            | Hapóél Askelón     |
| 2002–03   | Makkabi Haifa       | Makkabi Haifa              | Hapóél Askelón     |
| 2003–04   | Makkabi Petah Tikva | Makkabi Petah Tikva        | Hapóél Ironi Ramat |
| 2004–05   | Hapóél Petah Tikva  | Makkabi Netánjá            | Hapóél Askelón     |
| 2005–06   | Makkabi Haifa       | Hapóél Akkó                | Hapóél Ramat Gan   |
| 2006–07   | Makkabi Herzlija    | Íróní Kirjat Smóná         | Hapóél Ramat Gan   |
| 2007–08   | Makkabi Haifa       | Hapóél Petah Tikva         | Ironi Kiryat Ata   |
| 2008–09   | Makkabi Tel-Aviv    | Hapóél Beér-Seva           | Hapóél Marmorek    |
| 2009–10   | Bétár Jerusálajim   | Íróní Kirjat Smóná         | Nem rendezték meg  |
| 2010–11   | Íróní Kirjat Smóná  | Ironi Ramat                | Nem rendezték meg  |
| 2011–12   | Íróní Kirjat Smóná  | Hapóél Ramat Gan           | Nem rendezték meg  |
| 2012–13   | Hapóél Haifa        | Hapóél Risón Lecijón       | Nem rendezték meg  |
| 2013–14   | Nem rendezték meg   | Nem rendezték meg          | Nem rendezték meg  |
| 2014–15   | Makkabi Tel-Aviv    | Hapóél Bné Lod             | Nem rendezték meg  |
| 2015–16   | Makkabi Petah Tikva | Hapóél Askelón             | Nem rendezték meg  |
| 2016–17   | Hapóél Beér-Seva    | Makkabi Sha'arayim         | Nem rendezték meg  |
| 2017–18   | Makkabi Tel-Aviv    | Hapóél Afula               | Nem rendezték meg  |
| 2018–19   | Makkabi Tel-Aviv    | Hapóél Katamon Jerusálajim | Nem rendezték meg  |
| 2019–20   | Bétár Jerusálajim   | Hapóél Ramat Gan           | Nem rendezték meg  |
| 2020–21   | Makkabi Tel-Aviv    | Hapóél Nazrat-Illit        | Nem rendezték meg  |